# Likovne besede
Likovne besede - Art Words je strokovna revija za likovno umetnost. Izdaja jo Zveza društev slovenskih likovnih umetnikov s sedežem v Ljubljani, od leta 1985 dalje. Večinoma izhaja dvakrat letno v dvojni, trojni ali dveh enojnih številkah.Je osrednja nacionalna strokovna publikacija za področje likovne in vizualne umetnosti. 
Revija je kakovostna in lepo oblikovana, namenjena stroki in ljubiteljem umetnosti. Izhaja v 450 izvodih. Od leta 1997 so posamezne številke zasnovane tematsko.  
Revija prinaša vesti o aktualnih likovnih dogodkih doma in po svetu, likovne kritike, esejistična besedila, interpretacije, teorijo, zapiske umetnikov (dnevnike, razmišljanja) in avtorske strani. Ima stalne rubrike: Okrogla miza (organizira uredništvo), Intevju (z domačimi in tujimi vizualnimi umetniki, kuratorji, teoretiki ...) in Teoretsko prilogo. Med leti 1997 do 2015 je v njej Jožef Muhovič redno objavljal rubriko Prispevki za slovenski likovno-terminološki slovar.  

### Začetki
Iniciator revije je bil akademski slikar Borko Tepina, ki je bil v letu 1984 delegat Zveze društev slovenskih likovnih umetnikov v Kulturni skupnosti takratne jugoslovanske republike Slovenije. V tej funkciji je izposloval zagonska sredstva za izdajo revije. Njegova prva sodelavca pri vzpostavljanju profila revije sta bila umetnika in kasnejša profesorja na Akademiji za likovno umetnost in oblikovanje Lujo Vodopivec in Emerik Bernard. Revija je bila zasnovana kot bilten ZDSLU, da bi likovni umetniki s svojimi pogledi na umetnost in lastno ustvarjalnost prišli do besede. V tistem času je pokrivala vsa področja likovnega ustvarjanja (arhitektura, kiparstvo, slikarstvo, grafika in oblikovanje) revija Sinteza. Likovne Besede so kmalu prerasle prvotni okvir.  

### Uredništvo
Uredništvo revije se redno pomlajuje. Praviloma v njem delujejo  najboljši slovenski umetniki in teoretiki v svojem najbolj aktivnem obdobju.  
Doslej so revijo vodili: slikarji Borko Tepina in Maksim Sedej ml. (od št. 1 do št. 12, 13), Borko Tepina (od št. 13, 14, 15 do št. 32, 33, 34, razen št. 21, 22), Alenka Pirman in Barbara Borčić (št. 21, 22), Milan Golob in Robert Lozar (od št. 35, 36, 37 do št. 53, 54), Mojca Zlokarnik in Andrej Brumen-Čop (od št. 55, 56 do št. 61, 62) in Mojca Zlokarnik (od št. 55, 56 do št. 102). Od leta 2016 je glavna in odgovorna urednica Narvika Bovcon. 
V uredništvu (uredniškem odboru) so sodelovali: Milan Butina, Lujo Vodopivec, Emerik Bernard, Ignac Kofol, Jožef Muhovič, Lado Pengov,  Janez Knez, Franci Zagoričnik (urednik za literaturo), Alenka Pirman, Breda Jontes; Zmago Lenardič, Tadej Pogačar, IRWIN, Barbara Borčić, Herman Gvardjančič, Vojko Pogačar; Borko Tepina, Zdenko Huzjan, Črtomir Frelih; Nevenka Šivavec, Polona Tratnik, Petja Grafenauer, Mojca Puncer (št 93). 
Tehnični uredniki so bili Josip Gorinšek, Janez Zalaznik, Jaka Bonča, Ciril Horjak.  
Gostujoče urednice teoretske priloge so bile Urška Jurman (79, 80), Beti Žerovc in Nadja Gnamuš (št 83, 84). 
Od številke 23, 24 (dec. 1992) ima revija časopisni svet, ki ga sestavljajo najvidnejši umetniki in likovni teoretiki. 